# Pararge fulvescens
Pararge fulvescens är en fjärilsart som beskrevs av Alphéraky 1889. Pararge fulvescens ingår i släktet Pararge och familjen praktfjärilar. Inga underarter finns listade i Catalogue of Life.